# Olabisi Afolabi
Olabisi Afolabi, född den 31 oktober 1975 i Ilorin, är en nigeriansk friidrottare som tävlar i kortdistanslöpning.
Afolabis främsta merit är att hon ingick i stafettlaget över 4 x 400 meter som blev silvermedaljörer vid Olympiska sommarspelen 1996. 
Individuellt har hon tre gånger varit i semifinal på 400 meter vid olika världsmästerskap (1997, 1999 och 2003) men aldrig tagit sig vidare till finalen.

## Personliga rekord
- 400 meter - 50,30